# Apanteles oatmani
Apanteles oatmani är en stekelart som beskrevs av Marsh 1979. Apanteles oatmani ingår i släktet Apanteles och familjen bracksteklar. Inga underarter finns listade i Catalogue of Life.